# Mihailo Rašić
Mihailo Rašić (în sârbă Михаило Рашић; n. 13 iunie 1858, Aleksinac, Regatul Serbiei – d. 17 februarie 1932, Belgrad, Regatul Iugoslaviei) a fost un general sârb și iugoslav. A îndeplinit funcția de ministru de război al Regatului Serbiei în ultima parte a Primului Război Mondial (1918), iar după încheierea războiului și-a continuat activitatea ca ministru al armatei și marinei al Regatului Sârbilor, Croaților și Slovenilor (1918-1919).

## Biografie
S-a născut la 13 iunie 1858 în orașul Aleksinac, în familia funcționarului judecătoresc Petro Rašić și al soției sale, Katarina. Era originar din Priștina. A urmat școala elementară și două clase de liceu la Aleksinac. La începutul clasei a III-a de liceu s-a mutat la Belgrad și a rămas cu mătușa sa, Stana, până în clasa a VI-a de liceu. S-a înscris în clasa a XI-a la Școala de Artilerie din Belgrad (fiind clasat pe locul 8) la 20 septembrie 1874. A devenit caporal la 6 septembrie 1875, subsergent la 4 mai 1876 și sergent la 1 iunie 1876. Și-a încheiat pregătirea militară în septembrie 1880, ca al 8-lea din promoția sa, înaintea viitorilor mareșali Stepa Stepanović și Zivojin Misic, care-i erau colegi de clasă.
S-a căsătorit cu Leposava, fiica telegrafistului și funcționarului poștal Glișa Isajlovic, cu care a avut trei fii: Svetozar, Branivoj și Dragoljub și trei fiice Katarina, Ružica și Jelena. Fiul său, Svetozar (n. 1885), a fost avocat, șeful cabinetului dr. Voje Marinković și diplomat. Fiicele Katarina, Ružica și Jelena au fost căsătorite cu generalul Dragomir J. Stojanović, farmacistul Sima Protić și industriașul Vladimir Djordjević. Nepotul său, academicianul Dimitrije Đorđević, a fost profesor de istorie la University of California din Santa Barbara din 1970 până în 1991.

## Promovarea ca ofițer
La începutul Primului Război Sârbo-Turc, a fost mobilizat împreună cu colegii săi sergenți cadeți de la Școala de Artilerie. În timpul acelui război a fost avansat la gradul de podparucic (sublocotenent) de infanterie la 10 decembrie 1876. A devenit locotenent la trei ani după absolvirea Școlii de Artilerie, în data de 20 august 1883. A fost promovat apoi, pe rând, la gradele de căpitan de rangul II la 22 februarie 1887, căpitan de rangul I la 1 ianuarie 1891, maior la 22 februarie 1893, locotenent-colonel pe 22 februarie 1897, colonel la 6 aprilie 1901, general la 20 octombrie 1912 și general de divizie la 21 octombrie 1923.

## Cariera militară
După izbucnirea Războiului Sârbo-Turc, în calitate de cadet, a fost repartizat ca ordonanță la statul major al Brigăzii de Artilerie Šumadija a Armatei Naționale. A participat la război cu această unitate. Începând cu 10 decembrie 1876, când a fost avansat la gradul de sublocotenent, a îndeplinit funcția de comandant al unei companii de artilerie de câmp din aceeași brigadă. În timpul campaniei din 1877, începând cu 28 decembrie, a ocupat funcția de adjutant în Regimentul 1 de Artilerie Šumadija. A rămas în acest post până la 12 aprilie 1878, când, pentru un scurt timp, până la 1 mai, în calitate de ofițer în statul major al aceleiași brigăzi, a fost însărcinat cu cartografierea districtului nou eliberat Vranje. În perioada 1 mai-20 august 1878 a desfășurat activități în statul major al Diviziei I Šumadija. Ulterior a revenit pe postul de comandant de companie în Brigada de Artilerie Šumadija. A îndeplinit această funcție până la 1 decembrie 1878, când s-a întors la școala militară pentru continuarea studiilor, pe care fusese nevoit să le întrerupă în 1876. După terminarea studiilor, la 1 septembrie 1880, a revenit în postul de comandant de companie în cadrul aceleiași unități militare.
La întoarcerea din Germania în februarie 1883, a fost repartizat la Institutul Tehnic Militar Laftenica. Din aprilie 1884 a fost adjutant în Direcția Institutelor Militare. În martie 1885 a fost transferat pe post de comandant de companie în Regimentul de Artilerie Timok. În Războiul cu Bulgaria (1886) a fost detașat la cartierul general al Armatei din Nišava și apoi la secția Operații a Comandamentului Suprem ak Armatei Sârbe. În perioada 1 martie 1886 - aprilie 1887 a condus nou-înființatul detașament de telegrafie. La 16 aprilie 1887 a fost numit ofițer de ordonanță al regelui Milan Obrenovici. A ocupat acest post până la 21 februarie 1889, când a fost promovat în funcția de adjutant al prințului Alexandru și adjutant personal interimar al regelui Milan. Pe lângă aceste îndatoriri, din octombrie 1890 până în septembrie 1892, s-a aflat la comanda Bateriei I a Regimentului de Artilerie de la Dunăre. Începând din septembrie 1892 a fost comandant interimar al Școlii de subofițeri de artilerie și din noiembrie 1892 membru al Comitetului Artileriei.
A rămas în funcția de adjutant regal până în august 1893, când a fost numit mareșal al curții regale. A îndeplinit funcția de mareșal al curții regale timp de șase ani și jumătate, până în februarie 1900, când a fost eliberat de această îndatorire și numit comandant al Regimentului de Artilerie Morava. Începând din aprilie 1902 până în 1905 a fost comandantul Diviziei Šumadija. Simultan, cam în aceeași perioadă, din iunie 1903 până în august 1906 a îndeplinit și funcția de inspector al artileriei în Ministerul de Război și apoi până în ianuarie 1907 a fost comisar pentru litigiile de frontieră cu Turcia. După o lungă ședere oficială în Franța, s-a pensionat în februarie 1911 din proprie inițiativă.

## Activități desfășurate în timpul războaielor
În 1912, după declanșarea Primului Război Balcanic, deși era ofițer de rezervă, a fost numit comandant al Diviziei 2 Dunărea. Prin decizia din 20 octombrie 1912 a fost trecut din nou în serviciul activ și avansat la gradul de general. Rašić a comandat această divizie în Războaiele Balcanice din 1912 și 1913. După încheierea războaielor, a fost numit la 1 septembrie 1913 rector al Academiei Militare din Belgrad și, în același timp, președinte al Tribunalului pentru disciplină militară. A rămas în această funcție până la declanșarea Primului Război Mondial, când a fost numit comandant al Diviziei 1 Mixte a Armatei a 2-a. Generalul Rašić a comandat această divizie până la sosirea armatei sârbe în insula Corfu în ianuarie 1916, când a devenit comandant al Armatei Timok. La 27 februarie 1916 a fost desemnat delegat al Comandamentului Suprem al Armatei Sârbe la Comandamentul Suprem al Armatei Franceze.
În iunie 1917, ca urmare a schimbărilor organizatorice efectuate în Armata Franceză, generalul Rašić a fost numit șeful Misiunii Militare Sârbe în Franța. El a fost, de asemenea, reprezentantul Armatei Sârbe în relațiile cu celelalte armate aliate. În a doua jumătate a anului 1917, ca membru al unei misiuni oficiale sârbe, a plecat în Statele Unite ale Americii cu sarcina de a aduna voluntari pentru Armata Sârbă. A ocupat acest post până în februarie 1918, când s-a întors în Franța, ca șef al Misiunii Militare Sârbe. În urma remanierii guvernului condus de Nikola Pašić, generalul Rašić a fost numit ministru de război la 24 iunie 1918 și a păstrat acest portofoliu și în noul guvern format de Nikola Pašić la 3 noiembrie 1918. În primul guvern al Regatului Sârbilor Croaților și Slovenilor format de Stojan Protić la 7/20 decembrie 1918 Mihailo Rašić a fost ministru al armatei și marinei și a îndeplinit această funcție până la 30 martie 1919, când și-a dat demisia. După ce s-a aflat timp de un an și jumătate în cadrul disponibil, a fost numit la 20 septembrie 1920 în postul de președinte al Consiliului Superior de Revizie al Armatei. S-a retras la cerere din această funcție la 7 noiembrie 1921 și a fost trecut în rezervă la 21 octombrie 1923 cu gradul superior de general de divizie.
A murit în casa familiei sale la 17 februarie 1932. A fost înmormântat în Cimitirul Nou din Belgrad.

## Decorații

### Decorații sârbe
- Ordinul Steaua Karagheorghevici cl. a III-a și I-a
- Ordinul Steaua Karagheorghevici cu spade, cl. a IV-a și a III-a
- Ordinul Miloș cel Mare, cl. a IV-a
- Ordinul Vulturul Alb cl. a V-a, a IV-a și a III-a
- Ordinul Vulturul Alb cu spade, cl. a II-a și I-a
- Ordinul Crucea Takovo cl. a IV-a, a III-a și a II-a
- Ordinul Crucea Takovo cu spade, cl. a V-a
- Ordinul Coroana Iugoslaviei, cl. a III-a
- Medalia pentru vitejie de aur și argint
- Medalii comemorative de război: 1876-1878, 1885, 1912-1913, 1914-1918.
- Medalia comemorativă a regelui Petru I
- Medalia comemorativă a Retragerii Armatei Sârbe prin Albania

### Decorații străine
- Ordinul Franz Joseph, cl. a III-a, Austro-Ungaria
- Ordinul Coroana de Fier, cl. a III-a, Austro-Ungaria
- Ordinul Sf. Mihail și Sf. Gheorghe, cl. a III-a, Anglia[11]
- Ordinul Mântuitorului, cl. a III-a, Grecia
- Ordinul Coroana Italiei, cl. a III-a, Italia
- Ordinul Leul și Soarele, cl. I, Persia
- Ordinul Sf. Stanislav, cl. a II-a, Rusia
- Ordinul Sf. Gheorghe, cl. a III-a, Rusia
- Ordinul Osman, cl. I, Turcia
- Ordinul Medjid, cl. I, Turcia
- Ordinul Prințul Danilo I, cl. I, Muntenegru
- Legiunea de Onoare, cl. a V-a, a IV-a, a III-a și a II-a, Franța
- Medalia de merit civil, Bulgaria